# Агнесса Гессен-Кассельская
Агнесса Гессен-Кассельская (нем. Agnes von Hessen-Kassel; 14 мая 1606, Кассель — 28 мая 1650, Дессау) — принцесса Гессен-Кассельская, в замужестве княгиня Ангальт-Дессауская.

## Биография
Агнесса — дочь ландграфа Морица Гессен-Кассельского и его супруги Юлианы Нассау-Дилленбургской (1587—1643), дочери графа Иоганна Нассау-Дилленбургского. Агнесса, как и другие дети в семье, получила хорошее образование, владела шестью языками и сочиняла музыку.
18 мая 1623 года в Дессау Агнесса вышла замуж за князя Иоганна Казимира Ангальт-Дессауского (1596—1660). Стремясь облегчить тяготы военного времени для Дессау, в Тридцатилетнюю войну Агнесса заключала устные и письменные соглашения с военачальниками. Княгиня считалась умной и экономной правительницей и хорошо знала счёт. В 1645 году по инициативе Агнессы в Нишвице была заложена крепость, позднее перестроенная в Ораниенбаумский дворец.

## Потомки
В браке с Иоганном Казимиром у Агнессы родились:
- Мориц (1624—1624)
- Доротея (1625—1626)
- Юлиана (1626—1652)
- Иоганн Георг II (1627—1693), князь Ангальт-Дессау, женат на принцессе Генриетте Екатерине Нассау-Оранской (1637—1708)
- Луиза (1631—1680), замужем за герцогом Кристианом Бжегским (1618—1672)
- Агнесса (1644—1644)